# Kočičí kámen
Kočičí kámen je přírodní památka na území obce Bavory v okrese Břeclav v Jihomoravském kraji, přibližně dva kilometry jižně od obce Klentnice. V blízkosti se nachází přírodní památka Kočičí skála.

## Předmět ochrany
Důvodem ochrany bylo vápencové skalisko s velmi bohatou květenou, typickou pro oblast Pálavy, jako je například lipnice bádenská (Poa badensis), kostřava sivá (Festuca pallens), válečka prapořitá (Brachypodium pinnatum). Tato samostatná přírodní památka byla zrušena byla 27. září 2000 a Kočičí kámen se poté stal součástí národní přírodní rezervace Tabulová, Růžový vrch a Kočičí kámen, následně zrušené v roce 2014 a přeměněné na národní přírodní rezervaci Tabulová. Dne 26. ledna 2023 bylo území znovu vyhlášeno jako přírodní památka.

## Galerie

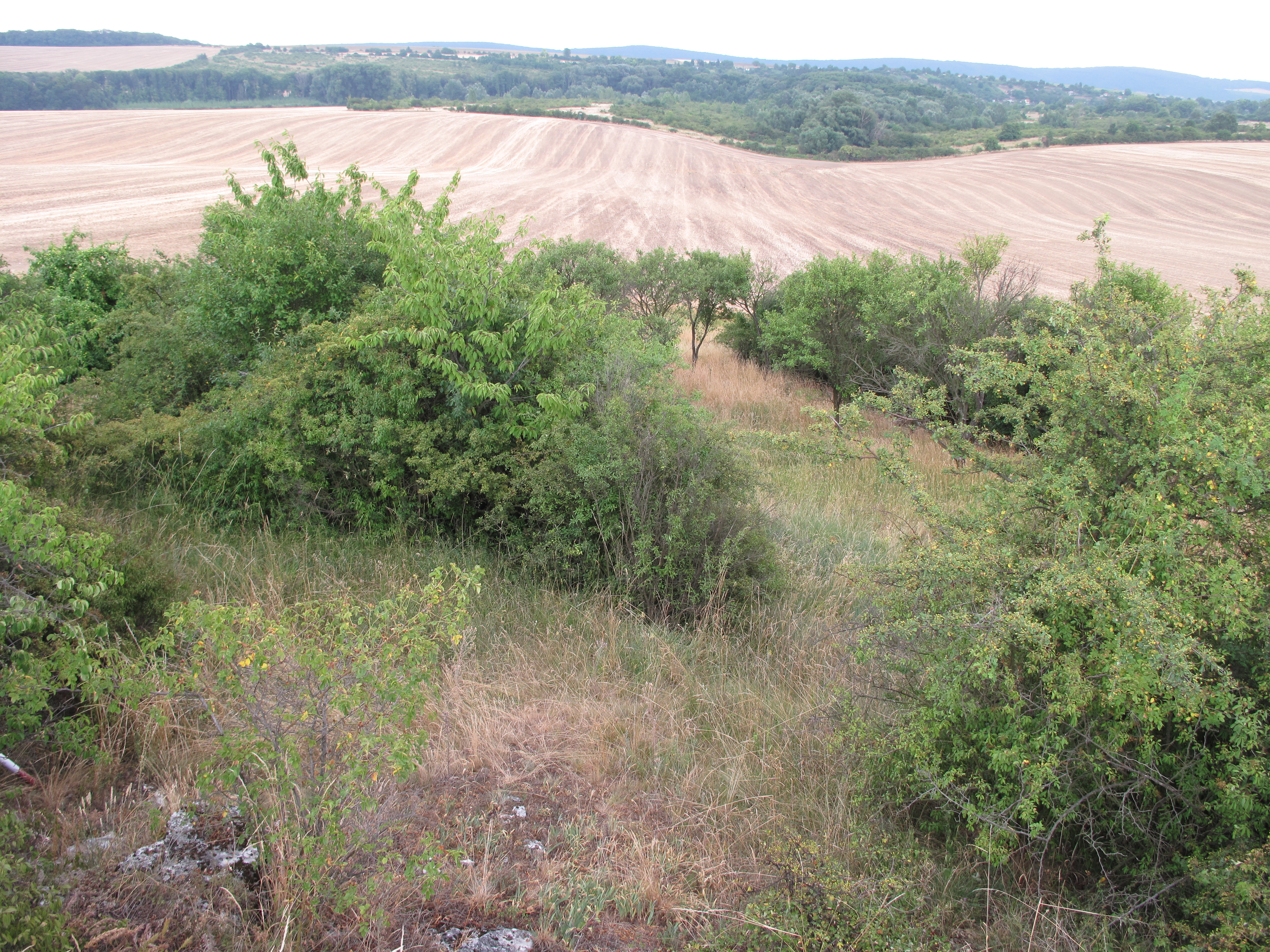
Keře stepní vegetace
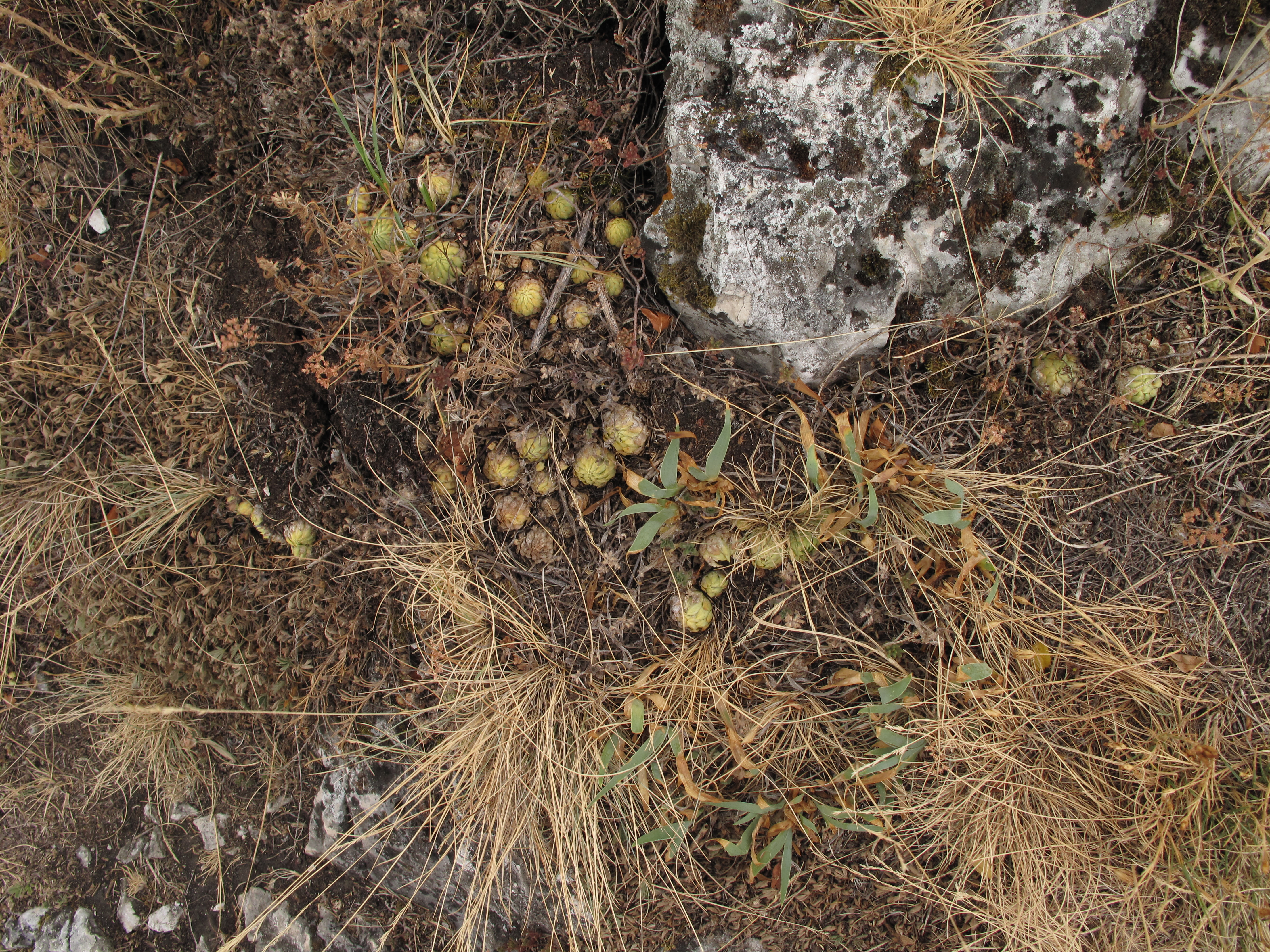
Xerofitní rostliny
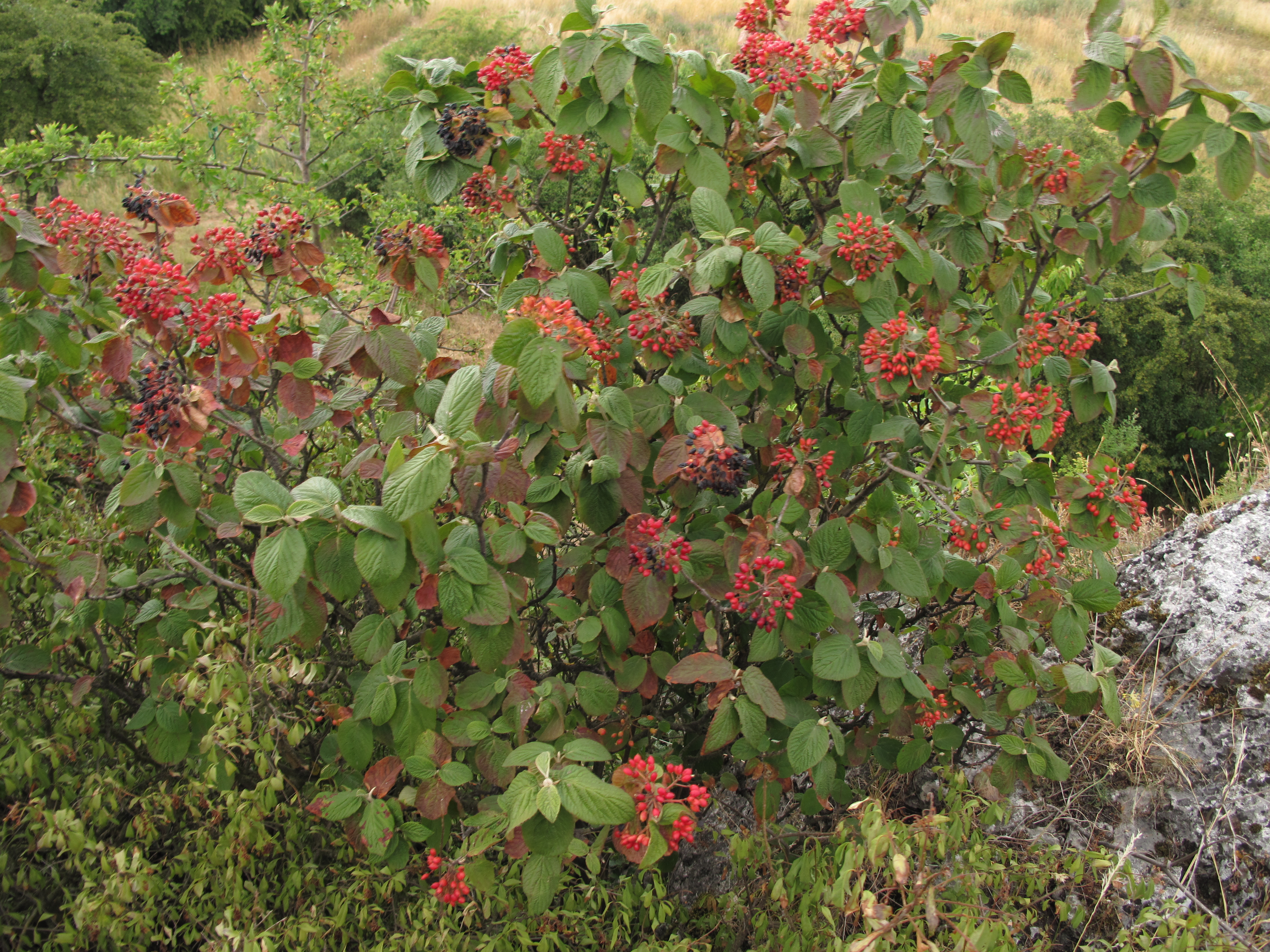
Keř
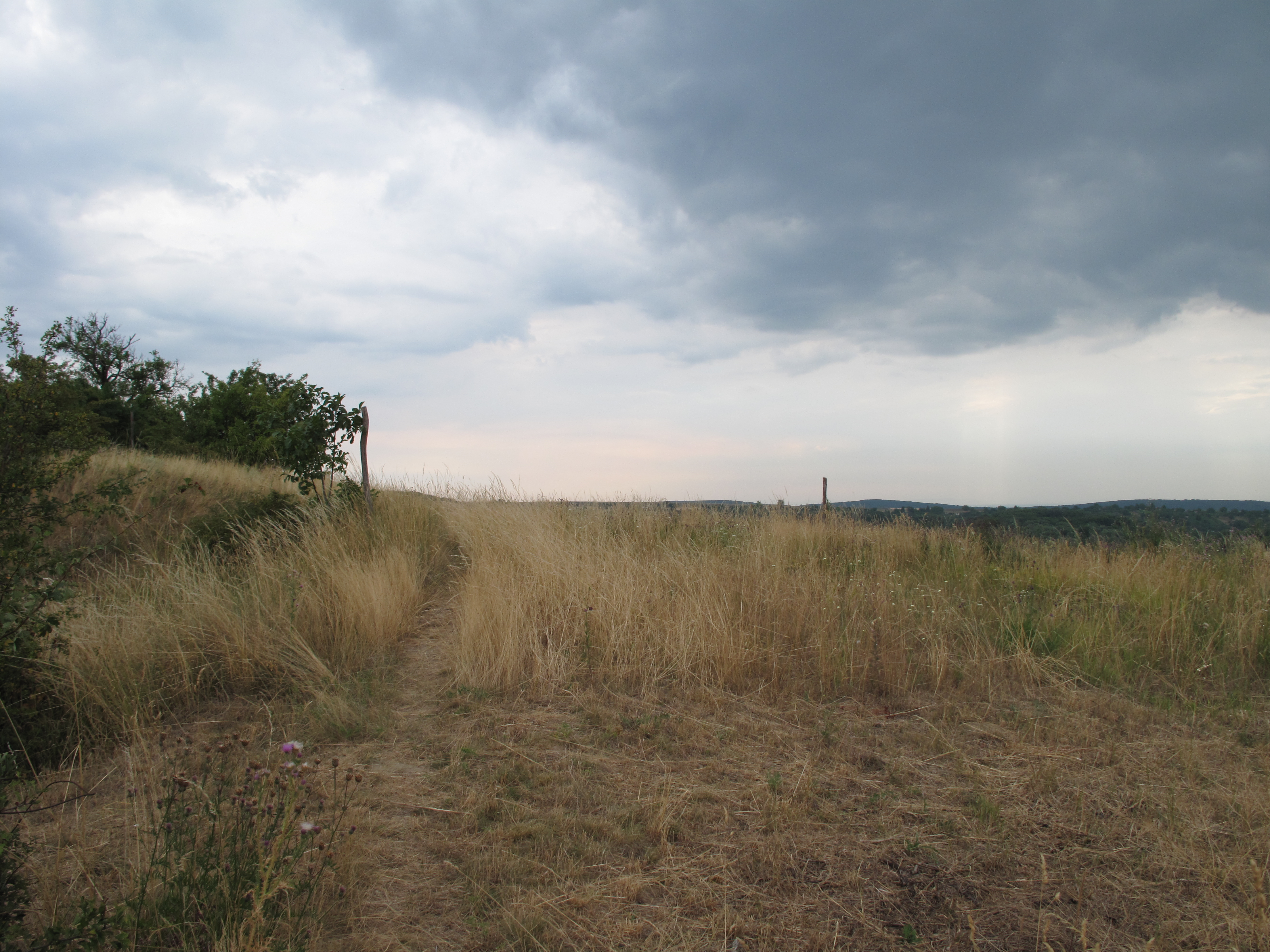
Ochranné pásmo
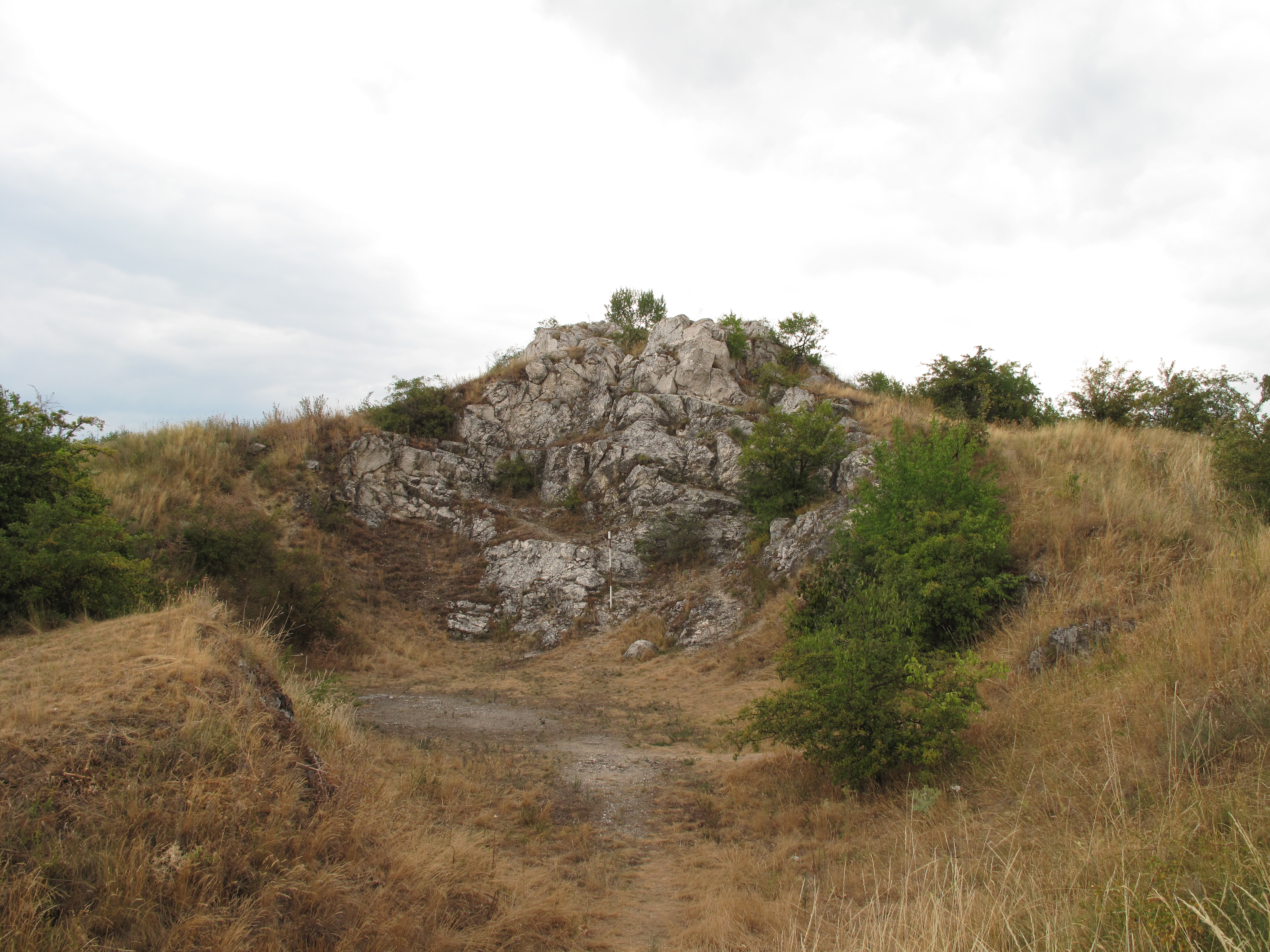
Skalka